# PHP-Fusion
PHP-Fusion — система керування вмістом, яка створена Nick Jones з використанням мови PHP і бази даних MySQL. PHP-Fusion підтримує кілька десятків мов. У цей час існують та частково підтримуються версії 6, 7, мають повну підтримку версії 8 та 9 цієї системи. Створені сайти підтримки в Росії, Україні, Італії, Угорщині, Данії. Розробник системи Nick Jones помер 4 січня 2011 року у віці 38 років.
PHP-Fusion є системою з відкритим кодом, і поширюється відповідно до GNU General Public License версії 2
. Однак версія 7 ліцензована відповідно до Affero General Public License v.3.

## Опис
В PHP-Fusion реалізовано ряд стандартних модулів. Серед них:
- Новини
- Статті
- Форум
- Фотогалерея
- Посилання
- Файловий Архів
- Голосування
- Міні-Чат
- Приватні повідомлення
- Теми сайту
- Власні сторінки

Стандартний пакет можливо розширити за допомогою системи плагінів. Деякі можна знайти на офіційному сайті, інші ж створені ентузіастами, і можуть бути розміщені на сайтах підтримки, де створені форуми для обговорення проблем/незрозумілостей з установкою сайту, плагінів, модів, тем чи їхньою експлуатацією. Оскільки є можливість розширення системи через модифікацію (т. з. моди), то встановлення будь-яких модів створює труднощі при оновленні системи, оскільки через установку модів змінюється вихідний код системи, чого немає при установці плагінів.

## Версії системи

### Версія 5
В даній версії з'явилась можливість встановлення плагінів для системи, система керування реєстрацією користувачів з доданою капчею.

### Версія 6
Остання в цей час версія 6.01.18.4.

### Версія 7
Найбільш вживана версія.
Вийшла 11 серпня 2008 року.
- Нові BBCode системи
- Адміністраторські розширення
- Захист від спаму
- Нова структура форумів
- Групи модераторів форуму
- Поліпшено систему керування форумом
- XHTML сумісність
- Новий двигун тем
- Подвійне хешування логінів
- Підвищення загальної безпеки
- Керування смайлами

Остання в цей час версія 7.02.07. Розробники припинили підтримку версій нижче 8.0.

### Версія 8
Початок розробки версії 8 — 2012 р. Розробка йшла паралельно з випуском останніх версій 7-ХХ.
- Реліз 8.00.00 25 грудня 2018 року.

Остання на цей час версія 8.00.21. Ще очікуються оновлення.

### Версія 9
Перша стабільна версія 9.0 побачила світ 27 квітня 2017 року. Остання на цей час версія 9.03.00. Поки що слаба підтримка користувачів.